# Numero di Strouhal
Il numero di Strouhal è un numero adimensionale utilizzato nella fluidodinamica nel caso di un flusso non stazionario.

## Definizione
È definito come:
{\displaystyle \mathrm {St} ={fL \over V}}
dove:
- f è la frequenza di distacco dei vortici nella scia di von Kármán;
- L è una lunghezza caratteristica del corpo (ad esempio il diametro idraulico);
- V è la velocità asintotica del flusso che investe il corpo.

## Correlazioni
Esiste una forte correlazione tra il numero di Strouhal e il numero di Reynolds e negli anni sono state formulate numerose relazioni per esprimere tale accoppiamento. In particolare, per bassi valori del numero di Reynolds, la relazione classica utilizzata in fluidodinamica è dovuta a Roshko:
{\displaystyle \mathrm {St} ={A+{B \over Re}}}
I valori dei parametri A e B nel caso di una geometria cilindrica a sezione circolare, sono: A=0,2175 e B=-5,106. Al crescere del numero di Reynolds intervengono fenomeni fisici nella scia che ne modificano profondamente le caratteristiche, quindi sono necessarie delle relazioni più accurate (ovvero delle espansioni di Taylor troncate a ordini successivi al secondo) per poter descrivere in maniera corretta la correlazione tra St e Re.

## Interpretazione fisica
Il numero di Strouhal rappresenta il "peso" dei termini convettivi, dunque se trascurabile rispetto ai numeri di Eulero, Reynolds e Froude si può pensare, il determinato problema, come caso stazionario in cui le derivate rispetto al tempo sono nulle. 

## Applicazioni
Il numero di Strouhal ricopre un ruolo importante nella meccanica dei fluidi non solamente dal punto di vista accademico, ma soprattutto per il campo applicativo. Infatti avere un'indicazione sulla frequenza di distacco dei vortici è molto utile per prevedere i carichi fluttuanti, sia in direzione del flusso che in direzione trasversale, che la stessa scia di von Kármán induce sia sul corpo da cui si stacca, che sugli oggetti che si trovano a valle dello stesso e che sono investiti dalla scia vorticosa.